# Seznam poslanců Moravského zemského sněmu (1913–1918)
Toto je seznam poslanců Moravského zemského sněmu ve volebním období 1913–1918.
| Jméno                               | Kurie                | Volební obvod                                  | Strana                      | Poznámka                                                   |
| ----------------------------------- | -------------------- | ---------------------------------------------- | --------------------------- | ---------------------------------------------------------- |
| Albrecht Hugo                       | měst (N)             | Svitavy, Boskovice, Kunštát                    | něm. lidovec                |                                                            |
| Baeran Alois                        | venkovských obcí (N) | Brno a okolí, Boskovice, Kroměříž, Vyškov      |                             |                                                            |
| Balák Karel                         | venkovských obcí (Č) | Tišnov                                         |                             |                                                            |
| Baratta Richard                     | velkostatkářská      | II. sbor                                       |                             |                                                            |
| Bartoň Matouš                       | venkovských obcí (Č) | Uherské Hradiště a okolí                       |                             |                                                            |
| Bařina František Saleský            | velkostatkářská      | I. sbor                                        | konz. velkostatkář          |                                                            |
| Bauer František Saleský             | virilista            | olomoucký arcibiskup                           |                             | Zemřel 25. 11. 1915.                                       |
| Belcredi Ludvík Egbert              | velkostatkářská      | I. sbor                                        | konz. velkostatkář          | Zemřel 6. 9. 1914.                                         |
| Benda František                     | venkovských obcí (Č) | Moravský Krumlov, Ivančice                     |                             |                                                            |
| Bojakovský z Knurova Bedřich        | velkostatkářská      | II. sbor                                       |                             |                                                            |
| Brandhuber Karl                     | měst (N)             | Olomouc, Nová Ulice                            |                             |                                                            |
| Brass Hermann                       | obch. a živn. komor  | olomoucká komora                               |                             |                                                            |
| Brunner Josef                       | venkovských obcí (N) | Jaroslavice, Moravský Krumlov                  | něm. lidovec, něm. agrárník |                                                            |
| Bubela Karel mladší                 | venkovských obcí (Č) | Vsetín                                         |                             |                                                            |
| Budig Franz                         | všeobecná (N)        | Jihlava, Boskovice, Svitavy, Dačice            | křesťanský sociál           |                                                            |
| Budínský Jaroslav                   | měst (Č)             | Mor. Budějovice, Dačice, Jemnice               |                             |                                                            |
| Bulín Hynek                         | měst (Č)             | Třebíč, Jihlava, Rosice                        | mladočech                   |                                                            |
| Bureš Jaroslav                      | venkovských obcí (Č) | Hranice, Lipník                                | agrárník                    |                                                            |
| Čapka František                     | venkovských obcí (Č) | Hodonín, Břeclav                               |                             |                                                            |
| Deym ze Stříteže František de Paula | velkostatkářká       | II. sbor                                       |                             |                                                            |
| Dietrichstein Hugo Alfons           | velkostatkářská      | II. sbor                                       |                             |                                                            |
| Dolanský Josef                      | venkovských obcí (Č) | Brno                                           |                             |                                                            |
| Dosoudil Josef                      | venkovských obcí (Č) | Kroměříž okolí, Zdounky                        |                             |                                                            |
| Dubský z Třebomyslic Albrecht       | velkostatkářská      | II. sbor                                       |                             |                                                            |
| d’Elvert Heinrich                   | měst (N)             | Brno (II. okr.)                                |                             |                                                            |
| Engliš Karel                        | měst (Č)             | Místek, Frenštát, Frýdlant, …                  |                             |                                                            |
| Fajfrlík Karel                      | měst (Č)             | Mor. Ostrava, Vítkovice, Osoblaha, …           |                             |                                                            |
| Felzmann Rudolf                     | venkovských obcí (N) | Zábřeh, Staré Město, Šilperk                   |                             |                                                            |
| Fiedler Gustav                      | měst (N)             | Mor. Ostrava, Vítkovice, Mariánské Hory        |                             |                                                            |
| Filipinský Jan                      | všeobecná (Č)        | Nové Město, Žďár, Blansko, …                   | sociální demokrat           |                                                            |
| Fischel Alfred                      | měst (N)             | Hranice, Přerov, Prostějov, Vyškov, …          |                             |                                                            |
| Fischer Richard                     | měst (Č)             | Olomouc, Svitavy, Šumperk, Libavá              |                             |                                                            |
| Freisler Wilhelm                    | měst(N)              | Rýmařov                                        |                             |                                                            |
| Fritsch Heinrich                    | venkovských obcí (N) | Nový Jičín, Mor. Ostrava, Val. Klobouky        |                             |                                                            |
| Gomperz Philipp                     | velkostatkářská      | II. sbor                                       |                             |                                                            |
| Grünfeld Arnold Anton               | obch. a živn. komor  | brněnská komora                                |                             |                                                            |
| František Harrach                   | velkostatkářská      | II. sbor                                       |                             | Zvolen 17. 1. 1914.                                        |
| Haugwitz Karel Jindřich             | velkostatkářská      | II. sbor                                       |                             |                                                            |
| Haupt z Buchenrode Štěpán Viktor    | velkostatkářská      | II. sbor                                       |                             |                                                            |
| Havlík Josef                        | měst (Č)             | Hodonín, Ivančice, Znojmo                      |                             |                                                            |
| Heiter Wilhelm                      | obch. a živn. komor  | brněnská komora                                |                             | Zemřel 12. 3. 1917.                                        |
| Herberstein Albert                  | velkostatkářská      | II. sbor                                       |                             |                                                            |
| Hodina Franz Edmund                 | venkovských obcí (N) | Konice, Mor. Třebová                           |                             |                                                            |
| Hruban František                    | venkovských obcí (Č) | Prostějov, Plumlov                             |                             |                                                            |
| Hruban Mořic                        | venkovských obcí (Č) | Uh. Brod, Bojkovice, Val. Klobouky             |                             |                                                            |
| Huyn Pavel                          | virilista            | brněnský biskup                                |                             | Do r. 1916.                                                |
| Hybeš Josef                         | všeobecná (Č)        | Brno, Brno okolí, Ivančice                     | sociální demokrat           |                                                            |
| Chlumecký Leopold von               | velkostatkářská      | II. sbor                                       |                             |                                                            |
| Inderka Vinzenz                     | měst (N)             | Jihlava                                        |                             |                                                            |
| Janda Arnold                        | měst (Č)             | Vyškov, Bučovice, Slavkov                      |                             |                                                            |
| Jarolim Johann                      | měst (N)             | Brno (IV. okr.), Kr. Pole, Židenice            |                             |                                                            |
| Jedlička Antonín                    | venkovských obcí (Č) | Jevíčko, Konice, Mor. Třebová, Svitavy         |                             |                                                            |
| Jelinek Josef                       | měst (N)             | Brno (III. okr.)                               | pokrokář                    |                                                            |
| Jílek Jan                           | všeobecná (Č)        | Třebíč, Jihlava, Velká Bíteš                   | křesť. sociál               |                                                            |
| Jung Rudolf Emanuel Erwin           | všeobecná (N)        | Nový Jičín, Mor. Ostrava, Val. Meziříčí        |                             |                                                            |
| Kadlčák Josef                       | všeobecná (Č)        | Val. Meziříčí, Rožnov, Vsetín, Val. Klobouky   | katolickonár.               |                                                            |
| Kafka Eduard                        | měst (N)             | Hustopeče, Židlochovice, Břeclav, Mor. Krumlov | pokrokář                    |                                                            |
| Kavan Eduard                        | venkovských obcí (Č) | Val. Meziříčí, Rožnov                          |                             |                                                            |
| Khuen-Belasi Karl                   | velkostatkářská      | II. sbor                                       |                             |                                                            |
| Kinský Filip Arnošt                 | velkostatkářská      | I. sbor                                        |                             |                                                            |
| Kirchmann Josef                     | měst (Č)             | Boskovice, Kunštát, Konice, Jevíčko            |                             |                                                            |
| Klega Josef                         | venkovských obcí (Č) | Místek, Mor. Ostrava                           |                             |                                                            |
| Klein Jan                           | venkovských obcí (Č) | Židlochovice, Pohořelice                       |                             |                                                            |
| Klein von Wiesenberg Franz III.     | velkostatkářská      | II. sbor                                       |                             |                                                            |
| Komorowski Štěpán                   | velkostatkářská      | I. sbor                                        |                             |                                                            |
| Konečný Alois                       | venkovských obcí (Č) | Brno (III. a IV. okr.)                         |                             |                                                            |
| Konečný Josef                       | venkovských obcí (Č) | Brno a okolí                                   | č. agrárník                 |                                                            |
| Köpernik Franz                      | měst (N)             | Jihlava, Třebíč, Dačice, Žďár n. S.            |                             |                                                            |
| Kopp Johann                         | venkovských obcí (N) | Olomouc okolí, Přerov, Prostějov               |                             |                                                            |
| Koudela Josef                       | velkostatkářská      | II. sbor                                       |                             | Zemřel 1. 11. 1913.                                        |
| Koutný Tomáš                        | venkovských obcí (Č) | Kyjov, Uh. Ostroh, Strážnice, Ždánice          |                             |                                                            |
| Krčka Josef                         | venkovských obcí     | Hustopeče, Klobouky u Brna, Mikulov            |                             |                                                            |
| Kuchařík Josef                      | venkovských obcí (Č) | Mor. Budějovice, Hrotovice, Náměšť             | Agrární strana na Moravě    | Začátek mandátu - 17. 6. 1913 Konec mandátu - 28. 10. 1918 |
| Kuchyňka Antonín                    | venkovských obcí (Č) | Dačice, Jaroslavice, Znojmo okolí              |                             |                                                            |
| Langer Johann                       | měst (N)             | Šternberk                                      |                             |                                                            |
| Lassner Josef                       | venkovských obcí (N) | Svitavy, Litovel, Mohelnice                    |                             |                                                            |
| Lischnofsky Adolf                   | měst (N)             | Nový Jičín, Štramberk, Fulnek, Příbor          |                             |                                                            |
| Luksch Josef                        | venkovských obcí (N) | Mikulov, Břeclav, Hodonín, Pohořelice          |                             |                                                            |
| Malík Rudolf                        | venkovských obcí (Č) | Bučovice, Ždánice                              |                             |                                                            |
| Měchura Jan                         | venkovských obcí (Č) | Kyjov                                          |                             |                                                            |
| Meyer Eduard                        | měst (N)             | Mohelnice, Loštice, Šilperk                    |                             |                                                            |
| Mitschala Viktor Anton              | měst (N)             | Uničov, Litovel, Osoblaha                      |                             |                                                            |
| Mohapl Leopold                      | měst (Č)             | Přerov, Kojetín, Tovačov                       |                             |                                                            |
| Navrátil František                  | všeobecná (Č)        | Boskovice, Mohelnice, Šumperk                  |                             |                                                            |
| Němec Leopold                       | venkovských obcí (Č) | Třebíč, Náměšť                                 |                             |                                                            |
| Niessner Wilhelm                    | všeobecná (N)        | Šumperk, Šilperk, Rýmařov                      |                             |                                                            |
| Oberleithner Heinrich               | obch. a živn. komor  | olomoucká komora                               |                             |                                                            |
| Okleštěk František                  | venkovských obcí (Č) | Olomouc-okolí, Šternberk, Libavá, Dvorce       |                             |                                                            |
| Ošťádal Bohuslav                    | venkovských obcí (Č) | Zábřeh, Šumperk, Šilperk                       |                             |                                                            |
| Otáhal Tomáš                        | venkovských obcí (Č) | Olomouc-okolí, Šternberk, Libavá, Dvorce       |                             |                                                            |
| Pastyřík Josef                      | měst (Č)             | Holešov, Bystřice p. H., Zlín, Napajedla       |                             |                                                            |
| Peschke Arthur                      | venkovských obcí (N) | Hranice, Lipník, mor. obvody ve Slezsku        |                             |                                                            |
| Pluhař Ladislav                     | měst (Č)             | Brno (I. a II. okr.)                           |                             |                                                            |
| Pokorný Jan Vladimír                | venkovských obcí (Č) | Vyškov                                         |                             |                                                            |
| Pötting-Persing Josef               | velkostatkářská      | II. sbor                                       |                             |                                                            |
| Prayon Karl                         | všeobecná (N)        | Olomouc, Šternberk, Uh. Hradiště               |                             | Zemřel 23. 9. 1915.                                        |
| Pražák Otakar                       | měst (Č)             | Kyjov, Strážnice, Veselí, Uh. Ostroh           |                             | Zemřel 18. 10. 1915.                                       |
| Primavesi Otto Clemens              | obch. a živn. komor  | olomoucká komora                               |                             |                                                            |
| Prokeš Jan                          | všeobecná (Č)        | Mor. Ostrava, Místek, Fulnek                   |                             |                                                            |
| Přikryl Ondřej                      | měst (Č)             | Prostějov, Plumlov                             |                             |                                                            |
| Redlich Josef                       | měst (N)             | Hodonín, Uh. Hradiště, Vsetín, Zlín            |                             |                                                            |
| Reichstädter František              | všeobecná (Č)        | Kroměříž, Prostějov, Kojetín, Plumlov          |                             |                                                            |
| Rieger Alois                        | venkovských obcí (N) | Šternberk, Libavá                              |                             |                                                            |
| Rogelböck Matthias                  | všeobecná (N)        | Brno, Hodonín, Blansko, Kyjov                  |                             |                                                            |
| Rohrer Rudolf                       | obch. a živn. komor  | brněnská komora                                |                             | Zemřel 6. 12. 1914.                                        |
| Rouček Jaroslav                     | všeobecná (Č)        | Vyškov, Slavkov, Bučovice, Zdounky             |                             |                                                            |
| Rozkošný Jan                        | měst (Č)             | Kojetín, Přerov                                |                             |                                                            |
| Sáblík Karel                        | měst (Č)             | Nové Město, Žďár                               |                             |                                                            |
| Seidel Anton                        | venkovských obcí (N) | Rýmařov, Dvorce                                |                             |                                                            |
| Seifert Josef                       | měst (Č)             | Uh. Hradiště, Uh. Brod, Luhačovice, ...        |                             |                                                            |
| Seilern Karel František             | velkostatkářská      | I. sbor                                        |                             | zemřel 12. 4. 1916                                         |
| Serényi Otto                        | velkostatkářská      | II. sbor                                       |                             |                                                            |
| Skene Alfred III.                   | velkostatkářská      | II. sbor                                       |                             |                                                            |
| Skutetzky Hubert                    | velkostatkářská      | II. sbor                                       |                             |                                                            |
| Sommer Rudolf                       | měst (N)             | Dvorec, Beroun, Budišov, Libava                |                             |                                                            |
| Sonntag Kuneš                       | všeobecná (Č)        | Olomouc, Lipník, Šternberk, ...                |                             |                                                            |
| Staněk František                    | venkovských obcí (Č) | Telč                                           | agrárník                    |                                                            |
| Staroštík Josef                     | venkovských obcí (Č) | Litovel, Mohelnice, Uničov                     |                             | agrárník                                                   |
| Stojan Antonín Cyril                | venkovských obcí (Č) | Napajedla, Vizovice                            |                             |                                                            |
| Strachwitz Bedřich                  | velkostatkářská      | II. sbor                                       |                             |                                                            |
| Stránský Adolf                      | měst                 | Nové Město, Žďár, Vel. Meziříčí, ...           |                             |                                                            |
| Světlík Hynek                       | všeobecná (Č)        | Hodonín, Břeclav, Hustopeče, ...               |                             |                                                            |
| Svoboda František                   | všeobecná (Č)        | Dačice, Znojmo, Mikulov, Mor. Krumlov, ...     |                             |                                                            |
| Šamalík Josef                       | venkovských obcí     | Velké Meziříčí, Velká Bíteš                    |                             |                                                            |
| Šerý František                      | venkovských obcí     | Val. Meziříčí, Vsetín, Val. Klobouky, ...      |                             |                                                            |
| Ševčík Vincenc                      | venkovských obcí (Č) | Boskovice, Blansko                             | křesťanský sociál           |                                                            |
| Šilinger Tomáš Eduard               | všeobecná (Č)        | Hodonín, Břeclav, Hustopeče, ...               | katolickonár.               | zemřel 17. 6. 1913                                         |
| Šíp Albert                          | venkovských obcí (Č) | Nový Jičín, Příbor, Frenštát, Fulnek           |                             |                                                            |
| Šrámek Jan                          | všeobecná (Č)        | Uh. Hradiště, Uh. Brod, Bojkovice, Vizovice    | křesťanský sociál           |                                                            |
| Štěpánek František                  | venkovských obcí (Č) | Napajedla, Vizovice                            |                             |                                                            |
| Šup Prokop Bartoloměj               | velkostatkářská      | I. sbor                                        | konz. velkostatkář          |                                                            |
| Teuber Evžen                        | velkostatkářská      | II. sbor                                       |                             |                                                            |
| Teufel Oskar                        | měst (N)             | Znojmo, Slavonice, Dačice, ...                 |                             |                                                            |
| Thonet Theodor                      | velkostatkářská      | II. sbor                                       |                             |                                                            |
| Thun-Hohenstein Jaroslav            | velkostatkářská      | I. sbor                                        |                             |                                                            |
| Thurn-Taxis Bedřich                 | velkostatkářská      | I. sbor                                        |                             |                                                            |
| Tusar Vlastimil                     | všeobecná (Č)        | Přerov, Bystřice p. H., Holešov, Napajedla     |                             |                                                            |
| Urban Antonín                       | měst (Č)             | Kroměříž, Hulín, Zdounky                       |                             | zvolen 21. 1. 1914                                         |
| Vacula Simeon                       | venkovských obcí (Č) | Slavkov                                        |                             |                                                            |
| Venclů František                    | venkovských obcí (Č) | Kunštát, Bystřice n. P.                        |                             |                                                            |
| Veselský Miloslav                   | měst (Č)             | Kroměříž, Zdounky, Hulín                       |                             | zemřel 2. 12. 1913                                         |
| Vetter Moritz                       | velkostatkářská      | II. sbor                                       | křesťanský sociál           |                                                            |
| Votruba Vilém                       | měst (Č)             | Královo Pole, Husovice, Židenice, Líšeň        |                             |                                                            |
| Vozáb Karel                         | venkovských obcí (Č) | Jihlava-okolí                                  |                             |                                                            |
| Vrána František                     | venkovských obcí (Č) | Holešov, Bystřice p. H.                        |                             |                                                            |
| Wagner Franz                        | venkovských obcí (N) | Znojmo okolí                                   | něm. lidovec                |                                                            |
| Widmann-Sedlnitzky Anton            | velkostatkářská      | I. sbor                                        |                             |                                                            |
| Wieser August                       | měst (N)             | Brno (I. okres)                                |                             | zemřel 26. 6. 1916                                         |
| Winter Alois                        | měst (N)             | Mikulov, Jaroslavice, Pohořelice, D. Kounice   |                             |                                                            |
| Wölhelm Viktor                      | měst (N)             | Šumperk, Holba, Hanušovice, Staré Město        |                             |                                                            |
| Zeisel Cyrill                       | všeobecná (N)        | Znojmo, Krumlov, Mikulov, Břeclav, ...         |                             |                                                            |
| Žáček Jan                           | měst (Č)             | Hranice, N. Jičín, Štramberk, ...              |                             |                                                            |
| Žampach Josef                       | venkovských obcí (Č) | Uh. Ostroh, Strážnice                          |                             |                                                            |